# Pasta termoprzewodząca

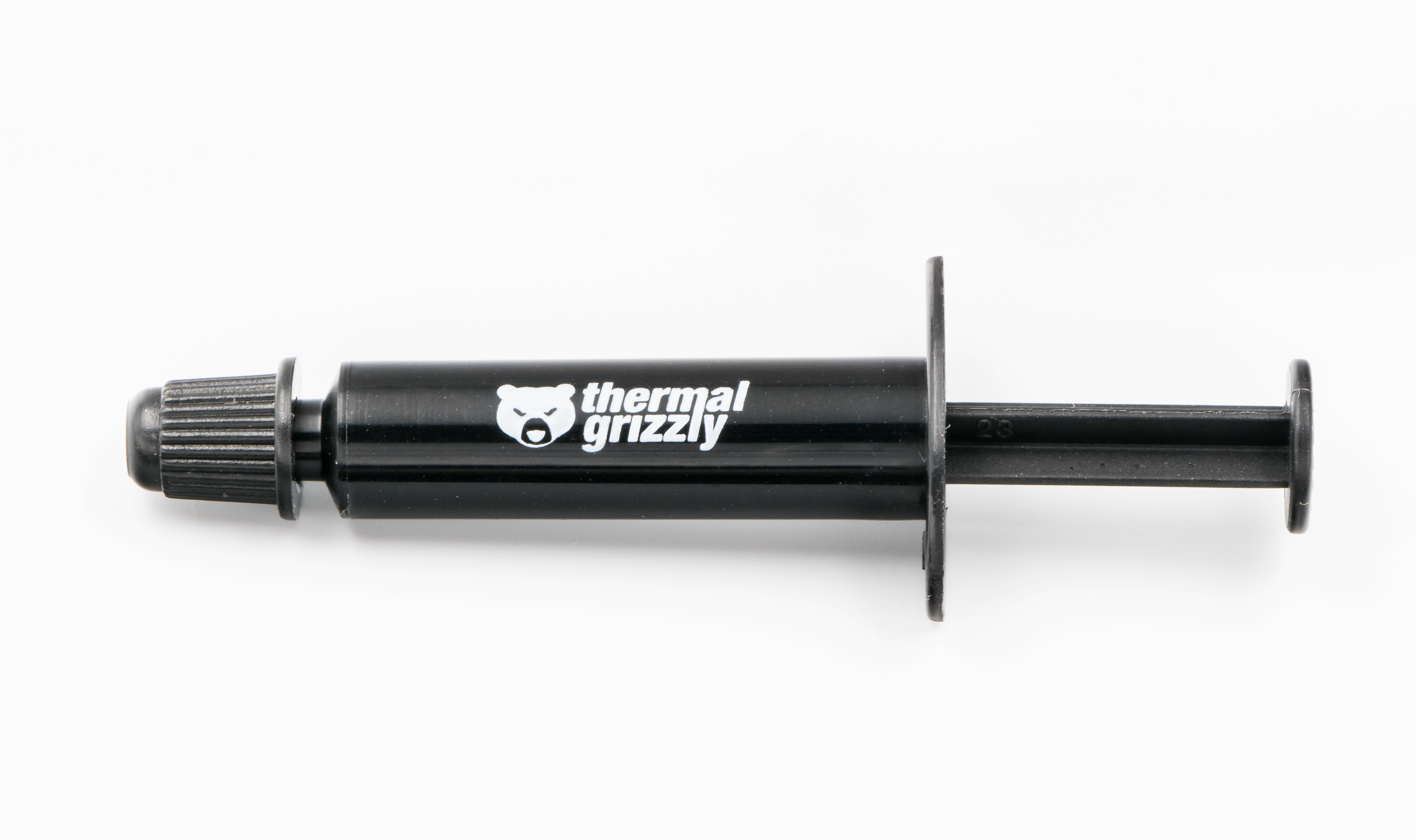
Pasta Thermal Grizzly Kryonaut

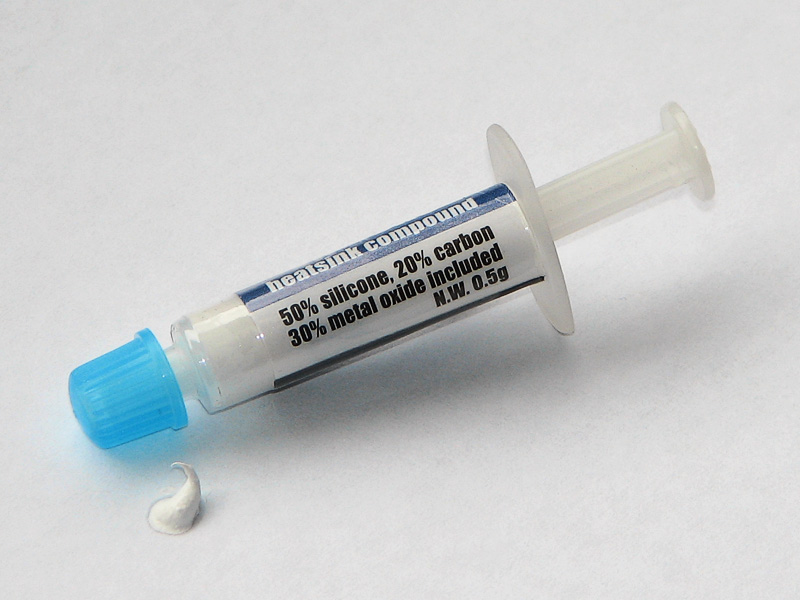
Pasta termoprzewodząca oparta w większości na silikonie

Pasta termoprzewodząca – plastyczna masa charakteryzująca się stosunkowo dużym przewodnictwem cieplnym. Jest powszechnie stosowana w elektronice, w miejscach styku elementów silnie nagrzewających się z elementami odprowadzającymi ciepło. Cienka warstwa pasty nałożona na chłodzony układ (CPU, GPU, mostek północny, RAM) wypełnia mikronierówności powierzchni na styku z radiatorem i zwiększa powierzchnię przewodzenia ciepła wytwarzanego przez ten układ.
Istnieje wiele rodzajów past termoprzewodzących: na bazie silikonu, metali (np. srebra), ceramiki, a także syntetycznych diamentów. Występuje w postaci gęstej, lepkiej pasty podobnej do korektora tekstu lub płynu. Zazwyczaj najlepszą przewodność cieplną oferują produkty na bazie metali. Pasty termoprzewodzace sprzedawane są najczęściej w małych strzykawkach ułatwiających nakładanie. Podstawowym parametrem użytkowym pasty jest jej przewodność cieplna:
{\displaystyle K={\frac {Pd}{S\Delta t}},}
gdzie:
{\displaystyle K} – przewodność cieplna,
{\displaystyle P} – moc [W],
{\displaystyle d} – grubość warstwy [m],
{\displaystyle S} – powierzchnia styku [m²],
{\displaystyle \Delta t} – różnica temperatury między radiatorem a elementem grzewczym [K].
Jednostką przewodności jest W/(m·K). Typowe wartości dla past stosowanych w elektronice wynoszą od 0,7 do kilku W/mK. Niektórzy producenci podają przewodność w W/m²K dla ustalonej grubości warstwy pasty 0,001 cala. Aby dokonać przeliczenia na W/(m·K), należy podaną wartość (zwykle setki tysięcy) pomnożyć przez 2,54·10−5 albo podzielić przez 254 000.
Inne ważne właściwości pasty termoprzewodzącej:
- przewodność elektryczna – należy zachować ostrożność podczas nakładania pasty, aby nie utworzyć niepożądanych połączeń elektrycznych (zwarć),
- skład chemiczny – ze względu na możliwość korozji nie należy np. stosować past miedzianych (zawierających sproszkowaną miedź) na radiatory aluminiowe i past aluminiowych na radiatory miedziane.